# Spændingsdeler
En spændingsdeler er et delkredsløb i elektroniske kredsløb, hvor man bruger to eller flere modstande til at dele en elektrisk spænding i lige så mange mindre spændinger, som uanset størrelsen på den delte spænding altid vil have det samme indbyrdes forhold.
I diagrammet til højre ses en spændingsdeler med to modstande, som deler en spænding {\displaystyle U} op i to mindre spændinger, {\displaystyle U_{1}} og {\displaystyle U_{2}}.
Ud fra Ohms lov og reglen om at serieforbundne modstande samlet yder en modstand der er lig med summen af de forbundne modstande kan man påvise, at spændingerne over modstandene i en spændingsdeler er givet ved

{\displaystyle U_{1}=U\cdot {\frac {R_{1}}{R_{1}+R_{2}}}} hhv. {\displaystyle U_{2}=U\cdot {\frac {R_{2}}{R_{1}+R_{2}}}}

Det ses, at så længe modstandene har konstante værdier, vil spændingen over en af modstandene altid udgøre en konstant brøkdel af den samlede spænding over spændingsdeleren. Som en konsekvens af Kirchhoffs spændingslov skal summen af spændingerne over de to modstande være lig med den spænding der påtrykkes hele spændingsdeleren, altså {\displaystyle U=U_{1}+U_{2}}
Omvendt kan man "regne sig tilbage" til den oprindelige spænding således:

{\displaystyle U=U_{1}\cdot {\frac {R_{1}+R_{2}}{R_{1}}}=U_{2}\cdot {\frac {R_{1}+R_{2}}{R_{2}}}}

## Anvendelser
Både analoge drejespoleinstrumenter og digitale multimetre baserer deres spændingsmåling på en spændingsdeler.

### Analogt voltmeter (drejespoleinstrument) eksempel
Hvis et drejespoleinstrument har fuldt udslag for 100 uA og ved denne strøm har en spænding over sig på 0,2 V. Så kan en spændingsdeler benyttes ved ønske om måling af en stor (jævn)spænding på f.eks. 10 V.
Hvis R2 har rollen af drejespoleinstrumentet og R1 (ukendt) har rollen af seriemodstand i spændingsdeleren. Kan R1 beregnes:
{\displaystyle R_{total}={\frac {10\ \mathrm {V} }{100\ \mathrm {\mu A} }}=100\ \mathrm {k} \Omega }
{\displaystyle R_{2}={\frac {0,2\ \mathrm {V} }{100\ \mathrm {\mu A} }}=2\ \mathrm {k} \Omega }
Vi har:
{\displaystyle R_{\mathrm {total} }=R_{1}+R_{2}}
{\displaystyle \Leftrightarrow }
{\displaystyle R_{1}=R_{\mathrm {total} }-R_{2}=100\ \mathrm {k} \Omega -2\ \mathrm {k} \Omega =98\ \mathrm {k} \Omega }
```
*Der er rejst kritik mod formlernes skrivemåde.
*Se Diskussion
```

### Digitalt voltmeter eksempel
Hvis et digitalt voltmeter har fuldt udslag ved 0,2 V og har en indre modstand der er meget stor f.eks. 1 Gohm. Så kan en spændingsdeler benyttes ved ønske om måling af en stor (jævn)spænding på f.eks. 20 V. For eksemplet skyld tager vi ikke hensyn til voltmeterets indre modstand – vi antager at den er meget stor.
Vi designer spændingsdeleren til at have en samlet modstand (Rtotal) på 10 MOhm. R1 og R2 er begge ukendte:
{\displaystyle R_{total}=10\mathrm {M} \Omega {\text{ og }}U_{total}=U=20\mathrm {V} {\text{ og }}U_{2}=0.2\mathrm {V} }
{\displaystyle R_{total}=R_{1}+R_{2},U_{1}=U_{total}-U_{2}}
Vi har:
{\displaystyle I_{total}=I=I_{1}=I_{2}={\frac {U_{total}}{R_{total}}}={\frac {20V}{10\mathrm {M} \Omega }}=2\mu \mathrm {A} }
{\displaystyle R_{2}={\frac {U_{2}}{I_{2}}}={\frac {0,2\mathrm {V} }{2\mu \mathrm {A} }}=100\mathrm {k} \Omega }
{\displaystyle R_{1}=R_{total}-R_{2}=10.000\mathrm {k} \Omega -100\mathrm {k} \Omega =9.900\mathrm {k} \Omega }